# Ignát Přerovský
Ignát Přerovský, též Ignác Přerovský (22. července 1826 Třebíč – 27. září 1885 Třebíč), byl rakouský politik české národnosti z Moravy, poslanec Moravského zemského sněmu a první novodobý český starosta Třebíče.
Jeho synem byl advokát a starosta Třebíče Karel Přerovský.

## Biografie
Byl třebíčským rodákem. V období let 1867–1873 působil jako první uvědoměle český starosta Třebíče. Podílel se na zakládání místních spolků. Pocházel ze starobylého třebíčského rodu, který se od 17. století zabýval soukenictvím. Ignát Přerovský ale soukenictví kvůli upadající perspektivě této živnosti opustil a byl obchodníkem. Jeho nástup do čela radnice byl výsledkem obecních voleb v roce 1867, v nichž poprvé převládla česká strana. Již předtím ve volbách roku 1864 byl zvolen do městské rady. Post starosty obhájil i po volbách roku 1870. Ovládnutí městské samosprávy Čechy vyvolalo ostrou opozici třebíčských Němců. Jejich předák Paul Böhm kritizoval české vedení radnice pro finanční nedostatky v hospodaření. V roce 1872 adresoval na místodržitelství petici, na jejímž základě bylo zastupitelstvo rozpuštěno. V nových komunálních volbách roku 1873 zvítězil německý tábor a Přerovský skončil na postu starosty. Po obecních volbách roku 1879 zůstali Němci v převaze, Přerovský se ale stal členem obecního výboru. Stejný post si udržel i po volbách roku 1882, v nichž Češi definitivně převládli (starostou Alois Hassek).
Zapojil se i do vysoké politiky. V zemských volbách v roce 1870 byl zvolen na Moravský zemský sněm, kde zastupoval kurii městskou, obvod Třebíč, Velké Meziříčí. Byl oficiálním kandidátem českého volebního výboru (Moravská národní strana, staročeská).
Zemřel v září 1885. Příčinou smrti bylo ochrnutí srdce. Byl pohřbený na starém hřbitově v Třebíči.